# Rifargia lineata
Rifargia lineata är en fjärilsart som beskrevs av Druce 1887. Rifargia lineata ingår i släktet Rifargia och familjen tandspinnare. Inga underarter finns listade.